# 文川溪
文川溪位于中华人民共和国福建省西南部的一条河流，是闽江主源沙溪九龙溪段右岸支流。源流称姑田溪，发源于龙岩市连城县曲溪乡罗胜村，蜿蜒向北流注入后洋水库，出库后向东北流，经姑田镇、山峰水库、永安市上坂水库、小陶镇、洪田镇等地，于永安市区西郊燕西街道吉山村以北汇入九龙溪。河长104千米，流域面积1161平方千米，河道平均比降3.5‰，年均径流量10.47亿立方米。